# أديم متوسط حبلي
الأديم المتوسط الحَبلي (Chordamesoderm)، يُعرف أيضًا باسم الأديم المتوسط المحوري(axial mesoderm)، هو نوع من الأديم المتوسط الذي يتمدد بجانب المحور المركزي، أسفل الأنبوب العصبي.
- يُنتج الحبل الظهري
- ينشأ في البداية كنتوء الحبل الظهرِي، الذي ينتهي تكوينه في اليوم العشرين.
- كما يُعتبر هامًا ليس فقط في تشكيل الحبل الظهري نفسه ولكن أيضًا في دفع نمو الأديم الظاهر الفوقي إلى الأنبوب العصبي.
- يؤدي في نهاية المطاف إلى تشكيل الأجسام الفقرية.
- يقوم القاع البَطني لنتوء الحبل الظهري بالاندماج مع الأديم الباطِن.
- يُكَوِّن الحبل الظهري النَّواة اللُبيَّة للأقراص الفقارية. هناك بعض الجدال الذي يدور حول ما إذا كان يُمكن استبدال تلك الخلايا الآتية من الحبل الظهري بأخرى من الأديم المتوسط المجاور.

كما تتسَبب في نتوء الحبل الظهري والذي يصبح فيما بعد الحبل الظهري

## وصلات خارجية
- Diagrams at cornell.edu